# Florent Manaudou
Pour les articles homonymes, voir Manaudou.
Florent Manaudou, né le 12 novembre 1990 à Villeurbanne, est un nageur français spécialiste des épreuves de nage libre. Il est actuellement licencié au Cercle des nageurs de Marseille. Entre 2012 et 2024, il remporte 6 médailles aux Jeux olympiques (l'or aux JO 2012 sur 50 m nage libre, l'argent aux JO 2016 sur 50 m nage libre et au relais 4 × 100 m nage libre, l'argent aux JO 2020 sur 50 m nage libre, le bronze aux JO 2024 sur 50 m nage libre et au relais 4 × 100 m 4 nages).
En 2012 aux Jeux olympiques de Londres, il remporte la médaille d'or sur 50 m nage libre devant Cullen Jones et César Cielo. Il devient à 21 ans le sixième champion olympique de natation français en épreuve individuelle. Ce titre surprend les observateurs, lui qui n'a alors jamais été titré en championnats de France grand bassin.
L'année suivante à Barcelone, il est sacré champion du monde en grand bassin du relais 4 × 100 m nage libre avec Fabien Gilot, Jérémy Stravius et Mehdy Metella. En août 2014, Florent Manaudou remporte quatre médailles d'or lors des championnats d'Europe de Berlin (50 m et 100 m nage libre, 50 m papillon et 4 × 100 m nage libre), puis devient en décembre le nageur français le plus médaillé dans des championnats du monde de natation à Doha lors des Mondiaux en petit bassin, où il remporte six médailles. Sur ses trois courses individuelles, il signe deux records du monde sur 50 m nage libre en 20 s 26 et sur 50 m dos en 22 s 22. Avec ce record de 20 s 26, Florent Manaudou est l'homme le plus rapide du monde à la nage sur un chronomètre officiel.
En août 2015, il remporte le relais 4 × 100 m avec l'équipe de France ainsi que ses deux premiers titres mondiaux individuels en grand bassin lors des Championnats du monde de Kazan (Russie) : le 50 m papillon et le 50 m nage libre en 21 s 19, performance qui constitue meilleure marque de l'histoire en combinaison polyuréthane. Florent Manaudou devient le premier nageur à détenir simultanément sept titres sur la même distance (50 m nage libre) : champion national grand (Limoges 2015) et petit bassin (Montpellier 2014), champion continental grand (Berlin 2014) et petit bassin (Chartres 2012), champion du monde grand (Kazan 2015) et petit bassin (Doha 2014) et champion olympique (Londres 2012).
Double médaillé d'argent lors des Jeux olympiques de Rio 2016 (4 × 100 m et 50 m libre), Florent Manaudou annonce le 27 septembre qu'il met « entre parenthèses » sa carrière de nageur, afin de revenir au handball. Il a en effet déjà pratiqué ce sport jusqu'en 2003 et a été contraint d'arrêter pour se consacrer à la natation. Il rejoint les effectifs de la Nationale 2 du Pays d'Aix Université Club handball, club de première division d'Aix-en-Provence.
Le 19 mars 2019, il annonce son retour dans les bassins de natation, avec pour objectif de disputer les Jeux olympiques de Tokyo 2020, avec également une volonté d'être présent à Paris en 2024. Le 1er août 2021, il prend la médaille d'argent en finale du 50 m nage libre derrière Caeleb Dressel. Il devient le seul nageur trois fois médaillé sur la distance. Il s'agit de son quatrième podium olympique et de la seule médaille française en natation aux Jeux de Tokyo.
Il remporte une médaille de bronze lors des Jeux olympiques 2024 à Paris en 50 m nage libre. Il devient ainsi le premier nageur à être quatre fois médaillé sur 50 mètres nage libre aux Jeux olympiques. Il remporte une seconde médaille de bronze lors de ces olympiades au relais 4 × 100 m quatre nages pour sa dernière course olympique.
Il est le frère cadet de Laure Manaudou.

## Biographie

### Débuts sportifs
Frère de Laure Manaudou, Florent, alors enfant, rêve de devenir handballeur. Il fait ses premiers pas sur les parquets dans le club amateur de Meximieux, dans l'Ain. Ses parents le poussent ensuite à faire de la natation et le jeune Florent pratiquera les deux disciplines en parallèle jusqu'à ce que ses parents soient contraints de faire un choix et décident qu'il se consacrera exclusivement à la natation. Florent abandonne donc le handball en 2003, après dix ans de pratique.

### Premiers championnats de natation et armée
C'est son frère aîné Nicolas qui lui permet d'atteindre le haut niveau de la natation. Celui-ci l'entraîne au sein du club d'Ambérieu-en-Bugey. Florent Manaudou devient champion de France cadets du 50 mètres nage libre en 2007.
En parallèle de la natation, il rejoint l'Armée de terre en 2009. Il est affecté au 68e régiment d'artillerie d'Afrique avec une distinction de 1re classe. En 2014, il est promu au grade de sergent, en lien avec le Centre national des sports de la défense.
Lors des championnats de France de 2011, il termine deuxième du 50 mètres papillon, catégorie dans laquelle il a été classé troisième deux ans plus tôt. Il devance Amaury Leveaux et obtient, avec Frédérick Bousquet, sa qualification pour les championnats du monde de Shanghai. Un peu plus tard dans la saison, il quitte le groupe d'entraînement de son frère pour rejoindre le Cercle des nageurs de Marseille et l'entraîneur Romain Barnier. Ce club est également le club où s'entraîne sa sœur lorsque celle-ci n'est pas aux États-Unis à l'université d'Auburn.
Lors des mondiaux, il termine avec le troisième temps des séries, puis termine second de sa demi-finale, derrière le grand favori César Cielo, ce qui lui offre une place en finale. Pourtant, il ne parvient pas à rééditer ses bonnes performances : il prend la 5e place de la finale en 23 s 49, juste derrière Frédérick Bousquet.
Aux Championnats de France de Dunkerque, il se qualifie pour les Jeux olympiques de Londres en terminant 2e du 50 m nage libre en 21 s 95.

### Champion olympique, du monde, de France et d'Europe
Le 3 août 2012, aux Jeux olympiques de Londres, il remporte la médaille d'or et devient le premier champion olympique français du 50 m nage libre en 21 s 34 devant Cullen Jones et César Cielo. Il réalise à cette occasion la meilleure performance de tous les temps en maillot de bain sur la distance. C'est la première fois que deux personnes de la même fratrie obtiennent une médaille d'or olympique en natation. En janvier 2013, Florent Manaudou a été fait Chevalier de la Légion d'honneur.
Aux championnats de France de natation 2013, il s'aligne sur les 50 mètres de 3 des 4 nages (papillon, nage libre, dos et brasse qu'il n'a pas nagé). Le 9 avril, il remporte la médaille d'argent sur 50 mètres papillon en signant un très bon temps de 23 s 14, record personnel sur cette distance et se qualifie à cette occasion pour les Mondiaux de Barcelone. Il termine derrière son beau-frère Frédérick Bousquet, qui a réalisé 23 s 00. En 2013, Il devient également champion de Provence du 200 mètres nage libre.
Aux Championnats du monde de natation 2013 à Barcelone, il déçoit dans sa discipline favorite, le 50 m nage libre, en ne terminant que 5e de la finale, en 21 s 64. Pourtant, il avait dominé les demi-finales avec un temps proche de celui des Jeux de Londres un an plus tôt.
Quelques jours auparavant, il avait remporté le relais 4 × 100 m nage libre en compagnie de Yannick Agnel, Jérémy Stravius et Fabien Gilot.
Florent Manaudou se présente à Chartres aux Championnats de France de natation 2014 avec l'ambition de se qualifier sur plusieurs épreuves des championnats d'Europe qui se disputeront trois mois plus tard à Berlin. Parmi ces épreuves, il fonde de gros espoirs sur le 100 mètres nage libre, une épreuve sur laquelle il s'est beaucoup investi à l'entrainement. Il remporte lors de ces championnats les titres individuels du 50 mètres papillon (en 23 s 25 devant Mehdy Metella et Fabien Gilot), du 50 mètres nage libre (en 21 s 70 devant Nosy Pelagie et Fabien Gilot), du 50 mètres brasse (en 27 s 66 devant Giacomo Perez-Dortona et Eddy Moueddenne) et surtout le 100 mètres nage libre en signant avec 48 s 61 la sixième performance de l'année et devançant ses deux équipiers du Cercle des nageurs de Marseille, Mehdy Metella (48 s 72) et Fabien Gilot. Qualifié pour les championnats d'Europe sur quatre épreuves individuelles ainsi qu'au titre du relais 4 × 100 m nage libre, Manaudou vise le doublé sur 50 et 100 mètres nage libre.
Dès le premier jour des Championnats d'Europe de natation 2014 de Berlin, Florent Manaudou passe sans difficultés en finale du 50 mètres papillon et remporte dans la foulée avec ses coéquipiers Mehdy Metella, Fabien Gilot et Jérémy Stravius le titre du relais 4 × 100 m nage libre devant la Russie et l'Italie. Lancé en qualité de troisième relayeur en tête par Fabien Gilot, Manaudou accroît l'avance du relais français en réalisant le meilleur chrono lancé de tous les participants en 47 s 54. Une performance qui finit de le placer favori du 100 mètres nage libre.
Le lendemain, Manaudou remporte son premier titre européen en individuel sur 50 mètres papillon terminant ex æquo avec le Biélorusse Yauhen Tsurkin en 23 s 00.
Deux jours plus tard, Manaudou auteur la veille du meilleur temps des demi-finales remporte le 100 mètres nage libre en battant son record personnel en 47 s 98. Il devance au terme d'une course dominée de bout en bout son compatriote Fabien Gilot (48 s 36) et l'Italien Luca Leonardi (48 s 38).
Il conclut le dernier jour en remportant le 50 mètres nage libre en 21 s 32 soit la meilleure marque de la saison, cette performance constituant en outre la meilleure marque de l'histoire en textile, à égalité avec César Cielo, qui a fait la même marque l'an dernier aux Championnats du monde de natation 2013. Cette victoire lui permet de réaliser un triplé européen 50, 100 et 4 × 100 mètres nage libre que seuls le Russe Alexander Popov (1993, 1995, 1997 et 2000) et le Néerlandais Pieter van den Hoogenband (1999) avaient réalisé auparavant.

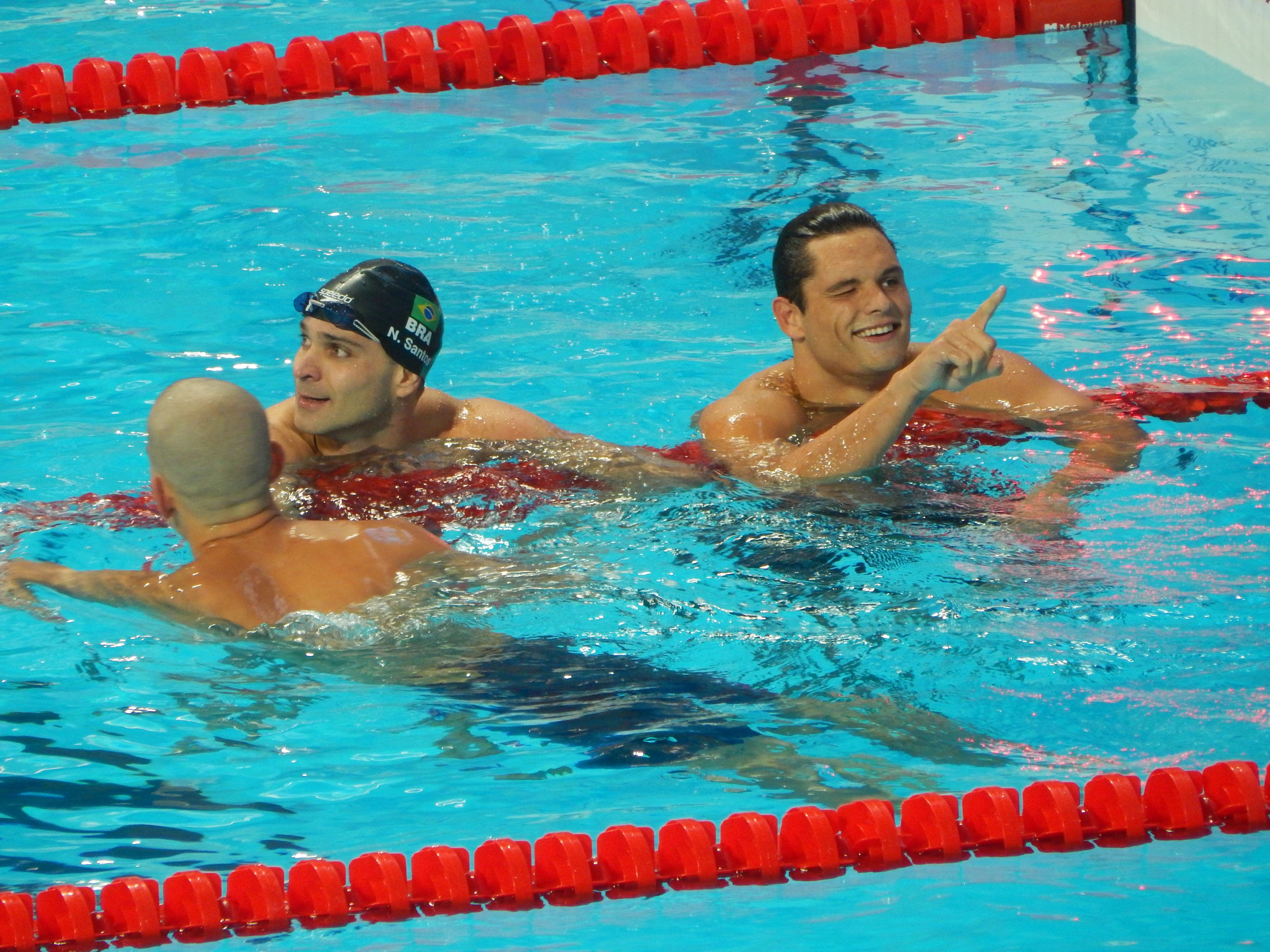
Florent Manaudou aux championnats du monde de 2015 à Kazan.

En fin d'année, il remporte les quatre titres de champion de France en petit bassin du 50 m (nage libre, brasse, papillon et dos), performance inédite pour un nageur français. Il se rend aux Mondiaux en petit bassin dans l'optique de remporter des médailles d'or. Dès le premier jour, il contribue avec son relais très rapide de 44 s 80 à la victoire française sur le relais 4 × 100 m nage libre avec ses compagnons du club de Marseille Clément Mignon, Fabien Gilot et Mehdy Metella.
En août 2016, aux Jeux olympiques de Rio, il décroche deux médailles d'argent, sur 50 m libre, battu de 1 centième par l'Américain Anthony Ervin, et sur 4 × 100 m nage libre derrière les États-Unis, avec Mehdy Metella, Jérémy Stravius et Fabien Gilot.

### Joueur de handball
En septembre 2016, il annonce qu'il a décidé de « mettre en parenthèses » sa carrière de nageur pour se consacrer au handball. Il rejoint l'effectif du club de première division d'Aix-en-Provence pour s'entraîner à ses côtés.
En janvier 2018, profitant de la trêve internationale due au Championnat d'Europe masculin de handball 2018, il participe à ses premiers matchs amicaux avec l'équipe pro du Pays d'Aix Université Club handball.

### Retour aux bassins
Le champion olympique du 50 m en 2012, qui a interrompu sa carrière en septembre 2016, annonce le 19 mars 2019 qu'il reprend la compétition en natation avec comme objectifs les Jeux olympiques de Tokyo 2020 et de Paris 2024.
Il annonce également sa participation à International Swimming League au sein de l'Energie Standard basé à Belek en Turquie. Il est entraîné par James Gibson et devient l'une des figures notables de l'équipe en compagnie de la nageuse suédoise Sarah Sjöström et du nageur sud-africain Chad Le Clos.
Le 23 décembre 2019, Florent Manaudou remporte la première édition de International Swimming League, avec l'Energy Standard lors de la septième et dernière étape du tournoi à Las Vegas.
Début novembre 2020, Florent Manaudou réussit la troisième meilleure performance mondiale de l'histoire en petit bassin sur 50 mètres lors de la deuxième édition des ISL à Budapest avec un chrono en 20 s 55.
Début décembre 2020, Florent Manaudou ne se ferme pas à un retour sur 100 m en vue des JO de Tokyo en 2021 : « Quand je suis revenu à la natation, je pensais que c'était un challenge trop compliqué de refaire du 100 m parce que je n'avais pas forcément envie de souffrir beaucoup dans l'eau. Mais en fait, je crois que ça me fait du bien. Avant, j'avais un peu peur de ne pas finir mes 100 m, mais avec l'enchaînement des courses en ISL, même si c'est du petit bassin, c'est la seule course où j'ai progressé entre l'année dernière et cette année. »
Le 4 janvier 2021, Florent Manaudou annonce sa décision de rentrer à Marseille pour préparer les JO de Tokyo. Soucieux de pouvoir se déplacer librement entre les deux pays, il préfère demeurer à Marseille, en raison de la situation liée au Covid-19 et du refroidissement des relations entre la Turquie et la France. Il quitte donc James Gibson, son entraîneur en Turquie et passe sous les ordres de Julien Jacquier, son ancien entraîneur.
Le 19 mars 2021, il se qualifie pour les JO de Tokyo 2021 en réalisant un chrono de 21 s 72 sur 50 m nage libre au meeting de Marseille.
Fin mai 2021, Florent Manaudou termine 5e des championnats d'Europe de Budapest sur 50 m nage libre avec un chrono de 21 s 61.
Le 1er août 2021, lors des Jeux olympiques de Tokyo, il remporte la médaille d'argent en finale du 50 m nage libre, derrière l'américain Caeleb Dressel en réalisant un chrono de 21 s 55. Il remporte la seule médaille de la natation française dans ces Jeux. Il entre parmi les onze athlètes français qui depuis 1936, ont été médaillés sur la même épreuve individuelle dans trois éditions des Jeux d'été.
En octobre 2021, il annonce sa décision de partir s'entrainer à Antibes avec le duo d'entraineurs Quentin Coton et Yoris Grandjean, tout en restant licencié au Cercle des nageurs de Marseille. Il évoque des raisons personnelles plus que sportives, citant notamment le manque de connexion humaine avec son précédent coach, Julien Jacquier, dont il se montre reconnaissant sur le plan de l'entrainement : « On n'a pas vraiment d'atomes crochus. Je l'ai remercié, il m'a énormément aidé. Mais moi, j'ai besoin d'être vraiment très proche de mon coach. Je ne vais pas à Antibes parce que ce sont mes potes. Ce qui m'a plu, c'est le duo, des gens qui allaient avoir des idées, qui étaient jeunes. »
Début février 2022, il annonce que cette année sera « une année de transition » après le report officiel des mondiaux de Fukuoka en juillet 2023. Il justifie cette période transitoire à venir par des changements opérés depuis peu : il évoque quelques « nouveaux trucs » développés avec ses nouveaux entraineurs mais il reconnait que "ce n'est quand même pas simple à mettre en place".
Pour son retour à la compétition en février 2022 lors du FFN Golden Tour Camille Muffat organisé à Nice, il remporte le 50 m nage libre en 22 s 42.
Le 16 décembre 2022, Manaudou participe avec Maxime Grousset, Béryl Gastaldello et Mélanie Henique au relais 4 × 50 mètres nage libre mixte qui remporte le titre lors des Championnats du monde en petit bassin 2022 à Melbourne. Leur temps de 1 min 27 s 33 centièmes constitue un nouveau record du monde.
Le 15 juin 2023, Florent Manaudou signera la meilleure performance de l'année au 50 m nage libre avec un temps de 21 s 56.
Lors des Championnats de France 2024 qualificatifs pour les Jeux olympiques de Paris 2024, Manaudou réalise 47 s 90 lors des séries du 100 mètres nage libre, ce qui constitue le deuxième temps de la session et son nouveau record personnel sur la distance, 10 ans après les 47 s 98 des Championnats d'Europe 2014.
Le 11 juillet 2024, il est nommé porte-drapeau de la délégation française aux Jeux olympiques d'été de 2024 en compagnie de l'athlète Mélina Robert-Michon. Ensuite, il remporte deux médailles de bronze, l'une en 50 mètres nage libre et l'autre sur le relais 4 × 100 m quatre nages.

### Vie privée
D'octobre 2013 à octobre 2016, il a été le compagnon de la cavalière française Fanny Skalli.
Entre 2017 et 2018, il s’affiche régulièrement sur les réseaux sociaux avec sa compagne, le mannequin Ambre Baker, originaire de Tahiti.
En décembre 2018, il annonce être en couple avec la joueuse de tennis Alizé Lim,.
Le 14 février 2020, il annonce sur Instagram, le jour de la Saint-Valentin, être en couple avec la nageuse danoise Pernille Blume, de son équipe Energy Standard. En septembre 2021, il informe sur Instagram qu'il l'a demandée en mariage et qu'elle a accepté.
En mars 2024, il annonce être en couple avec Lola Dumenil, étudiante en école de commerce (Skema Business School, au campus de Sophia Antipolis), qui poursuit une carrière dans le mannequinat en parallèle,.

## Palmarès

### Jeux olympiques
| Édition             | Épreuve         | Épreuve                                    | Épreuve                                         |
| Édition             | 50 m nage libre | Relais 4 × 100 m nage libre masculin       | Relais 4 × 100 m 4 nages masculin               |
| Londres 2012        | Or 21 s 34 (RP) | -                                          | -                                               |
| Rio de Janeiro 2016 | Argent 21 s 41  | Argent 3 min 10 s 53 TP en crawl : 47 s 14 | -                                               |
| Tokyo 2021          | Argent 21 s 55  | 6e 3 min 11 s 09 TP en crawl : 47 s 62     | -                                               |
| Paris 2024          | Bronze 21 s 56  | -                                          | Bronze 3 min 28 s 38 (RF) TP en crawl : 47 s 59 |

TP : temps personnel

### Championnats du monde

#### En grand bassin de50m
| Discipline / Année          | Shanghai 2011               | Barcelone 2013   | Kazan 2015       | Budapest 2022 | Fukuoka 2023 |
| 50 m nage libre             | -                           | 5e 21 s 64       | Or 21 s 19 (RP)  | 11e 21 s 95   | 5e 21 s 81   |
| 50 m papillon               | 5e 23 s 49                  | 8e 23 s 35       | Or 22 s 97       | 12e 23 s 23   | 11e 23 s 41  |
| Relais 4 × 100 m nage libre | -                           | Or 3 min 11 s 18 | Or 3 min 10 s 74 | -             | -            |
| Relais 4 × 100 m 4 nages    | 9e des séries 3 min 36 s 21 | -                | -                | -             | -            |

#### En petit bassin de25m
| Discipline / Année          | Istanbul 2012  | Doha 2014                 | Melbourne 2022                                    |
| 50 m nage libre             | Argent 20 s 88 | Or 20 s 26 (RM)           | 6e 20 s 91                                        |
| 50 m brasse                 | Bronze 26 s 33 | -                         | -                                                 |
| 50 m dos                    | -              | Or 22 s 22 (RM)           | -                                                 |
| 50 m papillon               | -              | -                         | 12e (demi-finale) 22 s 37                         |
| 100 m nage libre            | -              | Argent 45 s 81            | -                                                 |
| Relais 4 × 100 m nage libre | -              | Or 3 min 3 s 78 (RC, RE)  | -                                                 |
| Relais 4 × 100 m 4 nages    | -              | Bronze 3 min 22 s 26 (RF) | -                                                 |
| Relais 4 × 50 m 4 nages     | -              | Argent 1 min 31 s 25 (RE) | 5e 1 min 31 s 41                                  |
| Relais 4 × 50 m libre mixte | -              | -                         | Or 1 min 27 s 33 (RM) 20 s 26 (deuxième relayeur) |

### Championnat d'Europe

#### En grand bassin de50m
| Discipline / Année            | Berlin 2014                   | Londres 2016         |
| 50 m nage libre               | Or 21 s 32 (RP)               | Or 21 s 73           |
| 100 m nage libre              | Or 47 s 98                    |                      |
| 50 m papillon                 | Or 23 s 00 ex æquo Y. Tsurkin |                      |
| Relais 4 × 100 m nage libre   | Or 3 min 11 s 64 (RC)         | Or 3 min 13 s 48     |
| Relais 4 × 100 m quatre nages | -                             | Argent 3 min 33 s 89 |

#### En petit bassin de25m
| Discipline / Année               | Chartres 2012    | Glasgow 2019         | Otopeni 2023         |
| 50 m nage libre                  | Or 20 s 70 (RP)  | Argent 20 s 66       | Argent 20 s 74       |
| Relais 4 × 50 m 4 nages          | Or 1 min 32 s 35 |                      |                      |
| Relais 4 × 50 m nage libre       | Or 1 min 23 s 31 |                      |                      |
| Relais mixte 4 × 50 m nage libre | Or 1 min 29 s 64 | Bronze 1 min 28 s 86 | Bronze 1 min 28 s 35 |
| Relais mixte 4 × 50 m 4 nages    | Or 1 min 38 s 74 |                      |                      |

### Championnats de France
| Édition            | Épreuve                      | Épreuve        | Épreuve     | Épreuve        | Épreuve                          |
| Édition            | 50 m nage libre              | 50 m dos       | 50 m brasse | 50 m papillon  | 100 m nage libre                 |
| Montpellier 2009   | 20e temps des séries 23 s 24 | 5e 25 s 69     | —           | Bronze 24 s 7  | —                                |
| Strasbourg 2011    | —                            | —              | —           | Argent 23 s 66 | —                                |
| Dunkerque 2012     | Argent 21 s 95               | —              | —           | Bronze 23 s 72 | 10e temps en demi-finale 49 s 24 |
| Rennes 2013        | Or 21 s 55                   | Bronze 24 s 98 | DNS         | Argent 23 s 14 | —                                |
| Chartres 2014      | Or 21 s 70                   | —              | Or 27 s 66  | Or 23 s 25     | Or 48 s 69                       |
| Limoges 2015       | Or 21 s 70                   | Bronze 24 s 77 | —           | Or 23 s 37     | —                                |
| Montpellier 2016   | Or 21 s 42                   | -              | -           | -              | Bronze 48 s 10                   |
| Saint-Raphaël 2020 | Or 21 s 73                   | -              | -           | -              | -                                |
| Rennes 2023        | Or 21 s 62                   | -              | -           | -              | -                                |
| Chartres 2024      | Or 21 s 54                   | -              | -           | -              | -                                |

| Édition          | Épreuve         | Épreuve         | Épreuve         | Épreuve         | Épreuve                      | Épreuve                     | Épreuve             | Épreuve          |
| Édition          | 50 m nage libre | 50 m dos        | 50 m brasse     | 50 m papillon   | 100 m nage libre             | 100 m 4 nages               | 4 × 50 m nage libre | 4 × 50 m 4 nages |
| Chartres 2009    | —               | 4e 24 s 12      | Argent 27 s 84  | Bronze 24 s 3   | —                            | Or 54 s 52                  |                     |                  |
| Chartres 2010    | 4e 22 s 3       | —               | Argent 27 s 19  | Bronze 23 s 24  | 9e temps des séries 48 s 78  | Or 53 s 52                  |                     |                  |
| Angers 2012      | Or 20 s 86      | —               | Or 26 s 39      | —               | —                            | 4e temps des séries 55 s 56 | Or                  | Argent           |
| Dijon 2013       | Or 20 s 79      | —               | —               | Or 22 s 11      | Or 45 s 4                    | Or 50 s 96 (RF)             | Argent              | Or               |
| Montpellier 2014 | Or 21 s 10      | Or 22 s 98 (RF) | Or 26 s 11 (RF) | Or 22 s 09 (RF) | 1er temps des séries 47 s 08 |                             | Or                  |                  |
| Angers 2015      | Or 21 s 20      | -               | Or 26 s 80      | -               | -                            | -                           | -                   | Or               |
| Angers 2019      | Or 20 s 64      | -               | -               | Or 22 s 40      | -                            | -                           | -                   | -                |

## Distinctions
- Chevalier de la Légion d'honneur (décret du 31 décembre 2012[44])
- Médaille de la Défense nationale, échelon or (12 septembre 2012[45])
- RMC Sport Awards du champion de sport français de l'année 2015[46].

## Sponsorat
Après son succès aux Jeux olympiques de Londres, Florent Manaudou décroche plusieurs contrats publicitaires. On peut ainsi le voir en 2012 dans un spot Microsoft pour le nouveau Windows Phone et en 2014 dans un autre pour Williams. Il est également l'égérie d’Ice-Watch, de Speedo et d’ASSU 2000. Depuis les années 2020, il est sponsorisé par la célèbre marque ARENA.
En 2015, juste avant les championnats du monde de Kazan (Russie), il tourne une publicité pour la marque Andros avec Fabien Gilot et Camille Lacourt.
Il a également participé au Trophée Andros des Stars au volant d'une Andros Car Électrique (dans les stations Super Besse et Serre Chevalier).
En juin 2019, Florent Manaudou est le parrain du défi sportif de Tony Moggio, ex-rugbyman désormais tétraplégique : la traversée du golfe de Saint-Tropez à la nage.

## Filmographie

### Long métrage
- 2023 : Astérix et Obélix : L'Empire du Milieu, film de Guillaume Canet : Tabascos.

### Séries télévisées
- 2014 : Nos chers voisins : Un Noël presque parfait : un petit-ami de Chloé un peu trop collant.
- 2017 : Munch (saison 1, épisode 5 : Dernière danse) : Frédéric Santelli.
- 2017-2018 : Vestiaires - saison 7
  - épisode Le trophée des champions : Florent.
  - épisode Trucs de filles : Florent.
  - épisode Validation de valides : Florent.
- 2018 : Section de recherches (saison 12, épisode 8 : La Machine) : Gabriel Machenaud.

### Web
- En 2014, il parodie avec Titoff, la publicité Nespresso jouée par Jean Dujardin et George Clooney[53].

### Clip musical
- 2021 : Never Going Home de Kungs : apparition.

## Consultant
En 2017, il devient consultant pour France Télévisions. Il commente les Championnats du monde de natation 2017 avec Alexandre Boyon et Ludivine Loiseau, accompagnés pour les interviews de Richard Coffin et Nelson Monfort. Il succède à ce poste à sa sœur Laure. En 2018, il commente les épreuves de natation des championnats sportifs européens. Il cède ce poste à Yannick Agnel en 2019 après avoir annoncé son retour à la compétition.

## Émissions de télé-réalité et divertissement
En 2021, il participe avec sa sœur Laure Manaudou à une émission de télé-réalité intitulée Celebrity Hunted et diffusée par Prime Vidéo.
De février à avril 2025, il est candidat dans la saison 14 de Danse avec les stars sur TF1, avec Elsa Bois comme partenaire de danse. Ils terminent deuxièmes de la compétition.